# Regierungspalast (Tarent)

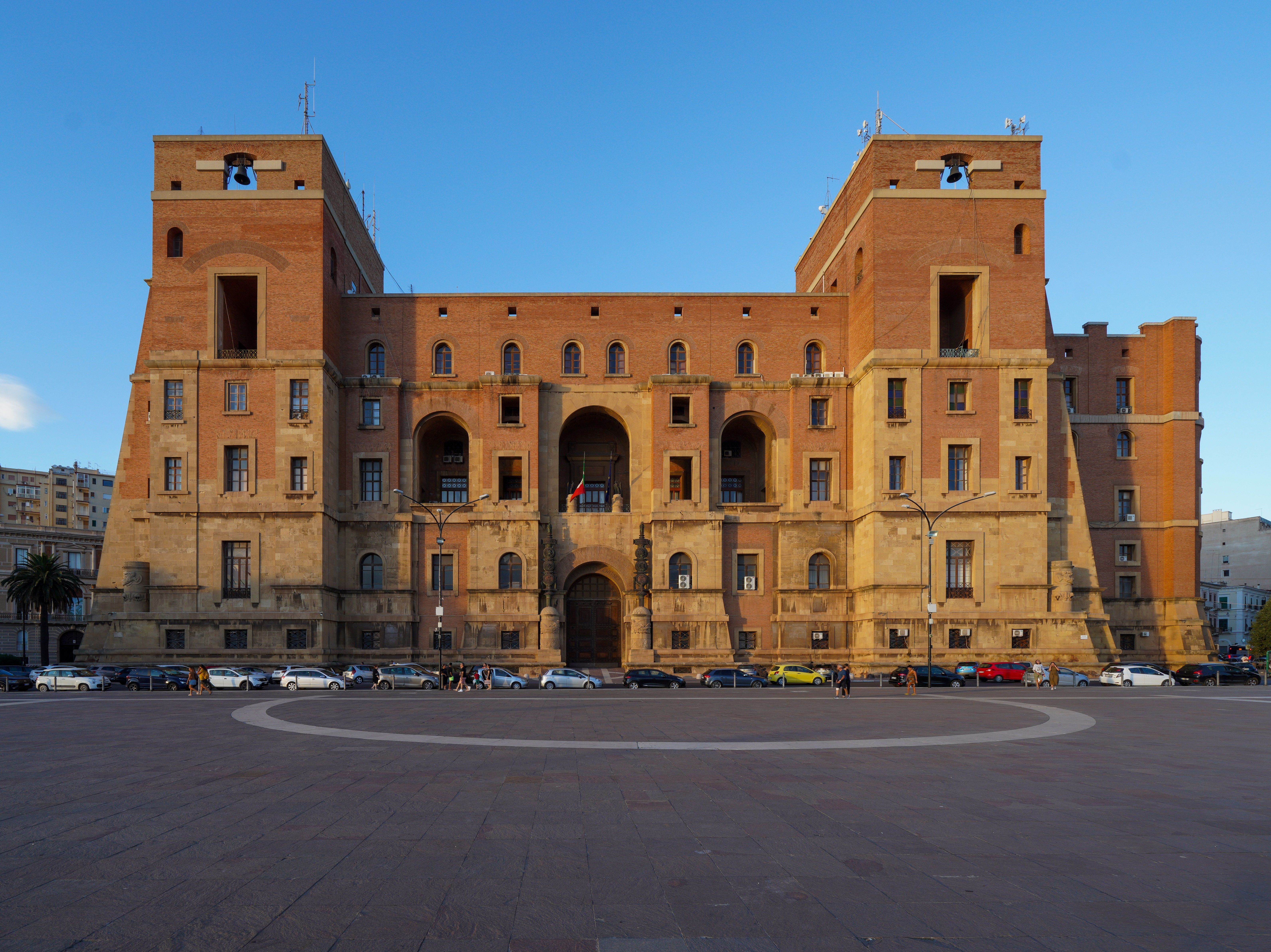
Regierungspalast in Tarent (um 2022)

Der Regierungspalast von Tarent ist der Sitz der Präfektur, der Verwaltung der Provinz Tarent und des Polizeipräsidiums. Er wurde auf den Ruinen des Theaters Alhambra, das eigens dafür abgerissen wurde, erbaut. Am 7. September 1934 wurde der Regierungspalast von Benito Mussolini eingeweiht.
Der Palast ist 52 m hoch, erreicht aber mit seinen zwei Antennen aus Bronze eine Höhe von 85 m über dem Meeresspiegel. Er erstreckt sich auf einer Fläche von 4.500 m² und sein Bau, aus braunem Stein (Carparo), erinnert an eine Hafenbefestigung. An der Fassade, die auf den Platz Rotonda geht, gibt es eine Loggia, während man neben dem Haupteingang Reliefs mit nackten bewaffneten Figuren und zwei mit Siegeswappen bedeckte römische Trophäen bemerken kann. Auf den seitlichen Türmen wurden zwei große Glocken angebracht, die zu besonderen Ereignissen läuten sollten und an den Seiten des Haupteingangs wurden während des Faschismus zwei 20 m hohe Liktorenbündel errichtet, die dann später abgerissen wurden. Im Inneren des Palastes kann man mit Fresken bemalte Salons, wie z. B. den Wappen (wo sich der Verwaltungsrat der Provinz Tarent versammelt) und den Spiegelsalon besichtigen.
Die Struktur wurde nach dem Projekt des Architekten Armando Brasini in vier Jahren zusammen mit dem davorliegenden Rotondaplatz (von wo man das Mar Grande und die Inseln Cheradi bewundern kann) verwirklicht. Zurzeit wird der Rotondaplatz nach den „Matrosen Italiens“ benannt.